# 梅斯山
梅斯山（英語：Mount Mace）是南極洲的山峰，位於奧次地，處於邱吉爾山脈以西，屬於全黑冰原島峰的一部分，海拔高度1,960米，現時由南極條約體系管理。